# Jannis Niewöhner

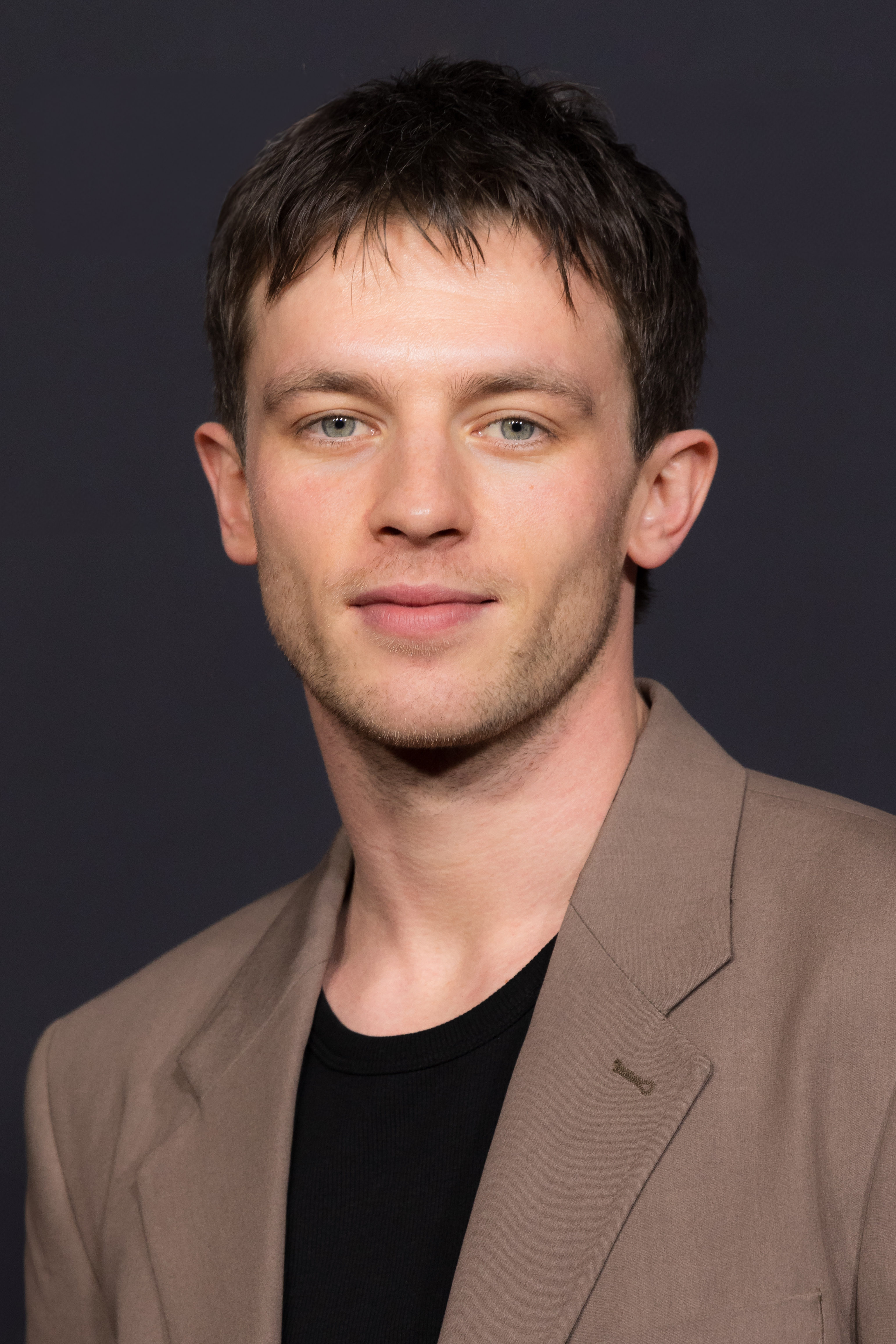
Jannis Niewöhner (2024)

Jannis Niewöhner (* 30. März 1992 in Krefeld) ist ein deutscher Schauspieler und Synchronsprecher.

## Leben
Jannis Niewöhner wurde als Sohn des Theatermachers Uwe Frisch-Niewöhner und der Lehrerin Anke Niewöhner im Krefelder Stadtteil Hüls geboren und wuchs in Duisburg auf, wo sein Vater ein Kinder- und Jugendtheater leitete. Seine Laufbahn startete Niewöhner im Alter von zehn Jahren in der Tatort-Episode Fakten, Fakten … unter der Regie von Susanne Zanke. Es folgten weitere Film- und Fernsehproduktionen, wie 2004 Christian Züberts Spielfilm Der Schatz der weißen Falken und ein Gastauftritt bei SOKO Köln.
Erste Bekanntheit erlangte er durch seine Rolle des Peter ‘Tim’ Carsten in dem Kinofilm TKKG – Das Geheimnis um die rätselhafte Mind-Machine. In dem Film Die Wilden Hühner und die Liebe spielte er die Rolle des Maik. 2008 war er in dem Film Sommer an der Seite von Jimi Blue Ochsenknecht und Sonja Gerhardt als Lars zu sehen. Für diese Rolle wurde er im selben Jahr für einen Undine Award in der Kategorie Bester jugendlicher Nebendarsteller in einem Kinospielfilm nominiert. Gemeinsam mit den Ochsenknecht-Brüdern Jimi Blue und Wilson Gonzalez sowie Emilia Schüle spielte er 2009 in dem Jugenddrama Gangs von Rainer Matsutani mit. Ebenfalls mit Schüle trat Niewöhner 2010 in dem Jugendfilm Freche Mädchen 2 auf, in dem er den Antony spielte.
Mit 16 Jahren bewarb er sich an der Berliner Hochschule für Schauspielkunst Ernst Busch, scheiterte jedoch an der Aufnahmeprüfung. Nach dem Abitur widmete er sich trotzdem und ausschließlich einer Filmkarriere: 2012 übernahm er die Hauptrolle des Gideon de Villiers in Rubinrot, der Verfilmung des gleichnamigen ersten Teils der Bücherserie Liebe geht durch alle Zeiten von Kerstin Gier. Der Film lief 2013 in den deutschen Kinos an. Für dessen Fortsetzung Saphirblau übernahm er die Rolle 2014 erneut. 2013 war er neben Emilia Schüle in den Fernsehfilmen Helden – Wenn dein Land dich braucht und In einem wilden Land zu sehen. 2015 spielte er wieder die Rolle des Gideon de Villiers im dritten und letzten Teil Smaragdgrün, wofür er den Jupiter Award in der Kategorie Bester Darsteller national erhielt, sowie im Film Ostwind 2 die des Milan.
Der Durchbruch für anspruchsvolle Rollen außerhalb von Teenie- und Nebenrollen gelang ihm im Psychiatriedrama 4 Könige (2015). Auf die Rolle des aggressiven Timo folgte Anfang 2015 die Auszeichnung als European Shooting Star bei der Berlinale.
Ein Jahr später wurde Niewöhner für seine Darstellungen in den Dramen Jonathan (2016) von Piotr J. Lewandowski und Jugend ohne Gott (2017) nach Ödön von Horváth im Rahmen des Bayerischen Filmpreises 2016 als Bester Nachwuchsdarsteller ausgezeichnet. Nach dem historischen Fernsehdreiteiler Maximilian – Das Spiel von Macht und Liebe (2017) übernahm er Rollen in den Komödien High Society von Anika Decker (2017) und in Asphaltgorillas von Detlev Buck (2018). 2017 und 2018 hatte Niewöhner zudem kleinere Auftritte in den internationalen Produktionen Berlin Station und Mute.
Ende 2017 spielte er in der Amazon Prime-Serie Beat unter der Regie von Marco Kreuzpaintner den drogensüchtigen Techno-Club-Promoter Robert ‘Beat’ Schlag, der vom Geheimdienst angeworben und in einen Kriminalfall um Waffen-, Menschen- und Organhandel hineingezogen wird. Für seine Darstellung in Beat erhielt Niewöhner 2019 den Grimme-Preis sowie den Jupiter Award als Bester TV-Darsteller national und wurde für den i-Emmy in der Kategorie Best Performance by an Actor nominiert.
Anfang 2018 übernahm er in Barbara Otts Langspielfilmdebüt Kids Run die Rolle eines jungen Vaters aus prekären Verhältnissen, der um das Sorgerecht für seine drei Kinder kämpft. Der Film lief auf der Berlinale 2020 als Eröffnungsfilm der Sektion Perspektive Deutsches Kino und erhielt den Ensemblepreis des Deutschen Schauspielpreises 2020.
Im Sommer 2018 fanden die Dreharbeiten für die Verfilmung des Hermann-Hesse-Romans Narziß und Goldmund unter der Regie von Oscar-Preisträger Stefan Ruzowitzky statt, in der Niewöhner an der Seite von Sabin Tambrea als Narziß für die Rolle des Goldmund besetzt wurde (Kinostart 12. März 2020). 2019 drehte Niewöhner mit Moritz Bleibtreu dessen Regiedebüt, den Psychothriller Cortex, die Siegfried-Lenz-Verfilmung Der Überläufer unter der Regie von Florian Gallenberger und Je suis Karl von Christian Schwochow.
Im März 2020 und nach einer pandemiebedingten Pause ab Juni 2020 fanden die Dreharbeiten für Bekenntnisse des Hochstaplers Felix Krull nach dem Roman von Thomas Mann mit Niewöhner in der Titelrolle statt. Ein Jahr später erhielt er für die männliche Hauptrolle in dem Spielfilm Je suis Karl (2021) den Preis des Saarländischen Rundfunks beim Günter-Rohrbach-Filmpreis sowie eine Nominierung für den Deutschen Filmpreis zuerkannt.
Seit 2018 fungiert er gemeinsam mit Emilia Schüle und Kostja Ullmann als Botschafter des Deutschen Filmpreises.
Im Jahr 2022 lieh er Mr. Piranha in Die Gangster Gang (The Bad Guys) seine Stimme.
Jannis Niewöhner lebt seit 2011 in Berlin.

## Filmografie (Auswahl)

### Kino
- 2004: Für immer Edelweiss (Kurzfilm) Matthias Grosh
- 2004: Bang-Bang (Kurzfilm)
- 2005: Der Schatz der weißen Falken
- 2006: TKKG und die rätselhafte Mind-Machine
- 2007: Die Wilden Hühner und die Liebe
- 2007: Der Baum (Kurzfilm)
- 2008: Sommer
- 2009: Gangs
- 2010: Freche Mädchen 2
- 2011: Ein Tick anders
- 2011: Nachtwächter (Kurzfilm)
- 2012: Ein Jahr nach morgen
- 2012: Jeanetmila (Kurzfilm)
- 2013: Rubinrot
- 2014: Saphirblau
- 2014: Doktorspiele
- 2014: Besser als Nix
- 2014: Zehn Sekunden Himmel (Kurzfilm)
- 2014: Alles ist Liebe
- 2014: Für immer
- 2015: The Girl King
- 2015: Ostwind 2
- 2015: 4 Könige
- 2016: Smaragdgrün
- 2016: Jonathan
- 2017: Ostwind – Aufbruch nach Ora
- 2017: Jugend ohne Gott
- 2017: High Society
- 2018: Asphaltgorillas
- 2019: Der Fall Collini
- 2020: Kids Run
- 2020: Narziss und Goldmund
- 2020: Cortex
- 2021: Je suis Karl
- 2021: Bekenntnisse des Hochstaplers Felix Krull
- 2021: München – Im Angesicht des Krieges (Munich: The Edge of War)
- 2023: Napoleon
- 2023: Stella. Ein Leben.
- 2024: Hagen – Im Tal der Nibelungen

### Fernsehen
- 2002: Tatort: Fakten, Fakten … (Fernsehreihe)
- 2005–2014: SOKO Köln (Fernsehserie, verschiedene Rollen, 4 Folgen)
- 2007: Von Müttern und Töchtern
- 2010: Augustinus (Sant’Agostino)
- 2010: Undercover Love
- 2011: SOKO Stuttgart (Fernsehserie, Folge Auf die Plätze, fertig, tot)
- 2011: Stolberg (Fernsehserie, Folge Geld oder Liebe)
- 2012: Ein Jahr nach morgen
- 2012: Der Alte (Fernsehserie, Folge Königskinder)
- 2012: Tatort: Dinge, die noch zu tun sind
- 2013: Helden – Wenn dein Land dich braucht
- 2013: In einem wilden Land
- 2015: Dengler: Die letzte Flucht (Fernsehreihe)
- 2015: Bella Block: Die schönste Nacht des Lebens (Fernsehreihe)
- 2016: Dengler: Am zwölften Tag
- 2017: Maximilian – Das Spiel von Macht und Liebe (Fernsehdreiteiler)
- 2017: So auf Erden
- 2017: Berlin Station (2 Folgen)
- 2018: Mute
- 2018: Beat (Fernsehserie)
- 2020: Der Überläufer
- 2024: The New Look

## Auszeichnungen
- 2008: Nominierung Undine Award in der Kategorie Bester jugendlicher Nebendarsteller (Kinospielfilm) für Sommer[3]
- 2015: European Shooting Star
- 2016: Nominierung Deutscher Schauspielerpreis (Nachwuchspreis) für 4 Könige
- 2017: Bayerischer Filmpreis 2016 als Bester Nachwuchsdarsteller für Jonathan und Jugend ohne Gott
- 2017: Jupiter-Award in der Kategorie Bester Darsteller national für Smaragdgrün
- 2017: Nominierung Bambi in der Kategorie Schauspieler national für Jugend ohne Gott und Maximilian – Das Spiel von Macht und Liebe
- 2019: Grimme-Preis für Beat[6]
- 2019: Jupiter-Award in der Kategorie Bester TV-Darsteller national für Beat[7]
- 2019: Nominierung Hessischer Film- und Kinopreis 2019 als Bester Schauspieler in Jonathan[21]
- 2019: Nominierung i-Emmy in der Kategorie Best Performance by an Actor für Beat[8]
- 2020: Askania Shooting-Star Award[22]
- 2020: Deutscher Schauspielpreis 2020, Ensemblepreis für Kids Run[11]
- 2021: Deutscher Filmpreis, Nominierung für die Beste männliche Hauptrolle im Film Je suis Karl
- 2021: Preis des Saarländischen Rundfunks des Günter-Rohrbach-Filmpreises für Je suis Karl